# SK Převýšov
SK Převýšov je fotbalový klub z Převýšova, vesničky na území Královéhradeckého kraje poblíž Chlumce nad Cidlinou a krajského města Hradce Králové. Klubovými barvami jsou bílá a černá. Od sezony 2012/13 byl klub účastníkem České fotbalové ligy, než v roce 2019 prodal svou licenci na účast v této soutěži do nedalekého Chlumce nad Cidlinou. Od sezony 2019/20 hraje klub nižší soutěž (IV.B Třídu okresu Hradec Králové).

## Historie
Fotbalový klub v Převýšově má dlouholetou tradici. Převýšov je nejjihozápadněji položená obec Královéhradeckého kraje nedaleko Lovčic a především Chlumce nad Cidlinou, s jehož fotbalisty už v roce 1944 hráli Převýšovští přátelské zápasy (někdy se dokonce uvádí rok 1919). Kopaná v Převýšově se pak zmiňuje po válce (hráli 1.B třídu) a v novinových tabulkách od roku 1954 jako Lokomotiva. Po jednoročním působení v I.B třídě pak oddíl zmizel ze sportovních správ a objevil se až v sezóně 1972/73. Dva roky odehráli ve IV.třídě a poté po dalších dvou letech ve III.třídě přišel postup do okresního přeboru v sezóně 1977/78, který si ale užili pouze na jednu sezónu. Stejnou dobu hráli zase ve III.třídě, aby se opět se dostali do okresního přeboru, kde tentokrát působili šest let. V sezóně 1984/85 postoupili do krajských soutěží, ale po třach letech následoval pád do okresního přeboru. Šest let se v něm klub připravoval na další postup do I.B třídy. Zapsal si pětileté působení. Nakonec však opět sestoupil zpět do okresního přeboru, kde hrál až do sezóny 2002/03.
V roce 2002/03 se stala pro klub historická událost. Do klubu jako majitel přišel Jiří Ryba a nastartoval tak neuvěřitelný vzestup tohoto klubu. Z okresního přeboru se během šesti sezón dostal až do Divize C, kterou hrál tři sezóny, než na rok sestoupil zpět do Krajského přeboru, ze kterého se opět vrátil do Divize. Ovšem i zde strávil jen jednu sezónu, protože se mu hned v první sezóně podařilo postoupit z 2. místa do České fotbalové ligy. Ve třetí nejvyšší soutěži klub hrál nepřetržitě do sezóny 2018/19. V prvních sezónách působil jako farma prvoligového Hradce Králové, dokud FAČR koncept „farem“ nezrušila. I tak ale spolupráce mezi FC Hradec Králové a SK Převýšov pokračovala dál. V sezóně 2018/19 klub skončil na 6. místě, což bylo jeho nejlepší umístění v historii klubu. Ovšem kvůli chybějící mládeži klubu hrozil sestup až do Krajského přeboru. Klub nakonec svoji licenci a de facto celý „A“ tým přesunul do nedalekého Chlumce nad Cidlinou a klub tedy sestoupil až do IV.B třídy, kde nahradil pro následující sezónu svůj „B“ tým, který tak změnil na „A“ tým a začala se psát nová kapitola fotbalu v Převýšově.
Hned v první sezóně klub výrazně svůj tým omladil a na výsledcích to bylo hned vidět. Klub v neúplné sezóně 2019/20 skončil na 3. místě. O sezónu později to měli Převýšovští dokonce rozehráno na vítězství v soutěži, ta však byla po osmi odehraných zápasech ukončená a Převýšov nakonec obsadil 2. místo za nedávno vzniklým klubem FK Nechanice o jeden bod. V další sezóně však klub po několika letech opět hrál v III.třídě a to díky reorganizací soutěží OFS Hradec Králové, který zrušil IV.třídy a nahradil je dvěma skupinami III.tříd.

## Známí hráči
Během let, kdy byl majitelem klubu Jiří Ryba, se v klubu objevilo hned několik fotbalistů se zkušenostmi s prvoligovým i evropským fotbalem.
David Breda – fotbalista narozený v roce 1971 začal svoji kariéru v klubu Spartak Hradec Králové, kde si připsal i svůj první ligový zápas v Chebu 10. března 1991. Svoji první ligovou branku vsítil 6. října 1991 do sítě Interu Bratislava. V první lize odehrál nakonec 248 zápasů a vstřelil 34 branek. Největších úspěchů dosáhl v dresu Slovanu Liberec, který vedl jako kapitán v Poháru UEFA ve dvojzápase s Liverpoolem, kterému dokonce vstřelil jednu branku.
Marek Trval – bývalý ligový útočník se do Převýšova dostal na sklonku své kariéry, kdy klub působil ještě na krajské úrovni. Trval je odchovanec vítkovického fotbalu, ve kterém si 3. května 1986 připsal premiérový start v nejvyšší československé soutěži. I díky dvěma startům v sezóně 1985/86 se může pyšnit titulem Mistra ligy s celkem Vítkovic. V roce 1992 přestoupil do pražské Sparty, kde se stal součástí slavného tažení v PMEZ, když nastoupil do dvou zápasů proti Benfice Lisabon. V dresu Sparty získal i svůj druhý a poslední titul mistra Československé ligy. Po sezóně však odešel do Viktorie Žižkov, se kterou zvítězil v českém poháru a tak si příští sezónu zahrál i Pohár UEFA proti Chelsea. Ligu si nakonec zahrál ještě v dresu Atlanticu Lázní Bohdaneč a Dynama České Budějovice. Celkem v nejvyšší soutěži odehrál 166 zápasů a vstřelil 37 branek.
Tomáš Sedláček – odchovanec Trnavanu Rožďalovice se do velkého fotbalu dostal přes Mladou Boleslav, kde zažil svojí nejzářnější část kariéry. V dresu Mladé Boleslavi si připsal i několik startů v Evropských pohárech. V historii mladoboleslavského klubu je také zapsán jako střelec dvou postupových branek, které dostaly Mladou Boleslav do základních skupin Poháru UEFA. Nejprve v roce 2007/08 v 90. minutě svým gólem vyřadil Olympique Marseille a následně v sezóně 2008/09 v prodloužení vyřadil italský celek U.S. Citta di Palermo. Postupně pak v lize nastoupil ještě v dresu Dynama České Budějovice a Vysočiny Jihlava. Nastoupil celkově ke 157 zápasům a vstřelil 17 branek. 
Tomáš Petrášek – odchovanec rychnovského fotbalu si připsal v dresu Převýšova sedm startů na jaře 2015, kdy v celku hostoval z Hradce Králové. Nejvyššího úspěchu dosáhl po přestupu do polského celku Raków Częstochowa, kde se mu s týmem postupně podařilo postoupit ze třetí ligy do Ekstraklasy, kde se stal kapitánem mužstva a připsal si i první start v české reprezentaci. Bohužel kvůli zranění nakonec přišel o EURO 2021.
Tomáš Holeš – odchovanec Hradce Králové v Převýšově odehrál dvě utkání díky spolupráci mezi Hradcem a Převýšovem, kdy Převýšov působil jako farma královéhradeckého klubu. Holeš se postupně přes Jablonec dostal do pražské Slavie, kde se postupně vypracoval na jednoho z nejdůležitějších hráčů klubu. I díky jeho výkonům se Slavia dostala do čtvrtfinále Evropské ligy, ve kterém dal proti Arsenalu FC na Emirates Stadium vyrovnávací branku v 90. minutě zápasu. Jeho výkonů si všiml i reprezentační trenér Jaroslav Šilhavý, který jej nominoval na EURO 2021, kde se gólově prosadil v osmifinále proti Nizozemsku a dopomohl týmu k postupu do čtvrtfinále EURA 2021.

## „B“ tým
Po vstupu Jiřího Ryby do klubu v roce 2002/03 přišlo do klubu hned několik nových tváří a jeden tým byl najednou pro malou vesničku málo. A tak se tedy v této sezóně klub rozhodl založit svůj „B“ tým, který byl odeslán do nejnižší okresní soutěže na Královéhradecku, tedy do IV.B třídy, kterou po dobu své existence neopustil a hrál ji nepřetržitě dlouhých sedmnáct let. Tým se od počátku nacházel v konečných tabulkách ve střední části soutěže. Zlepšení pak vykázal v sezóně 2008/09, kdy skončil na 4. místě. O sezónu později poté přišla asi nejlepší sezóna, kdy tým skončil na 2. místě o tři body za vítězným celkem Ohnišťan a postup mu tedy unikl doslova mezi prsty. Poté nastal drobný útlum, kdy se po dvou letech ve středu tabulky propadl „B“ tým na dva roky na konec tabulky, když dvakrát po sobě skončil na předposledním místě IV.B třídy. V těch letech proběhla první velká generační obměna kádru. Poté klub střídavě končil buď na zadních příčkách tabulky nebo ve dvou případech na špici tabulky. 
Před začátkem sezóny 2019/20 došlo k velké změně, když klub prodal třetiligovou licenci do Chlumce nad Cidlinou, kam se kromě licence přesunul i celý kádr převýšovského „A“ týmu. To znamenalo zánik zdejšího „B“ týmu, ze kterého se rázem stal právě „A“ tým, který začínal ve IV.B třídě.

## Umístění v jednotlivých sezonách
| Česko (2004 – současnost) |                                    |           |
| Sezóna                    | Liga                               | Pozice    |
| 2004/05                   | I. A třída Královéhradeckého kraje | 1. místo  |
| 2005/06                   | Přebor Královéhradeckého kraje     | 3. místo  |
| 2006/07                   | Přebor Královéhradeckého kraje     | 3. místo  |
| 2007/08                   | Divize C                           | 3. místo  |
| 2008/09                   | Divize C                           | 14. místo |
| 2009/10                   | Divize C                           | 15. místo |
| 2010/11                   | Přebor Královéhradeckého kraje     | 1. místo  |
| 2011/12                   | Divize C                           | 2. místo  |
| 2012/13                   | Česká fotbalová liga               | 11. místo |
| 2013/14                   | Česká fotbalová liga               | 12. místo |
| 2014/15                   | Česká fotbalová liga               | 9. místo  |
| 2015/16                   | Česká fotbalová liga               | 10. místo |
| 2016/17                   | Česká fotbalová liga               | 7. místo  |
| 2017/18                   | Česká fotbalová liga               | 9. místo  |
| 2018/19                   | Česká fotbalová liga               | 6. místo  |
| 2019/20                   | IV.B třída okresu Hradec Králové   | 3. místo  |